# Maurice Moritz
Pour les articles homonymes, voir Moritz.
Maurits Moritz (né à Namur) est un coureur cycliste belge des années 1910, vainqueur de Liège-Bastogne-Liège en 1913.

## Palmarès
- 1913
  - Liège-Bastogne-Liège
  - 2e de Bruxelles-Esneux